# 沒有暴徒，只有暴政

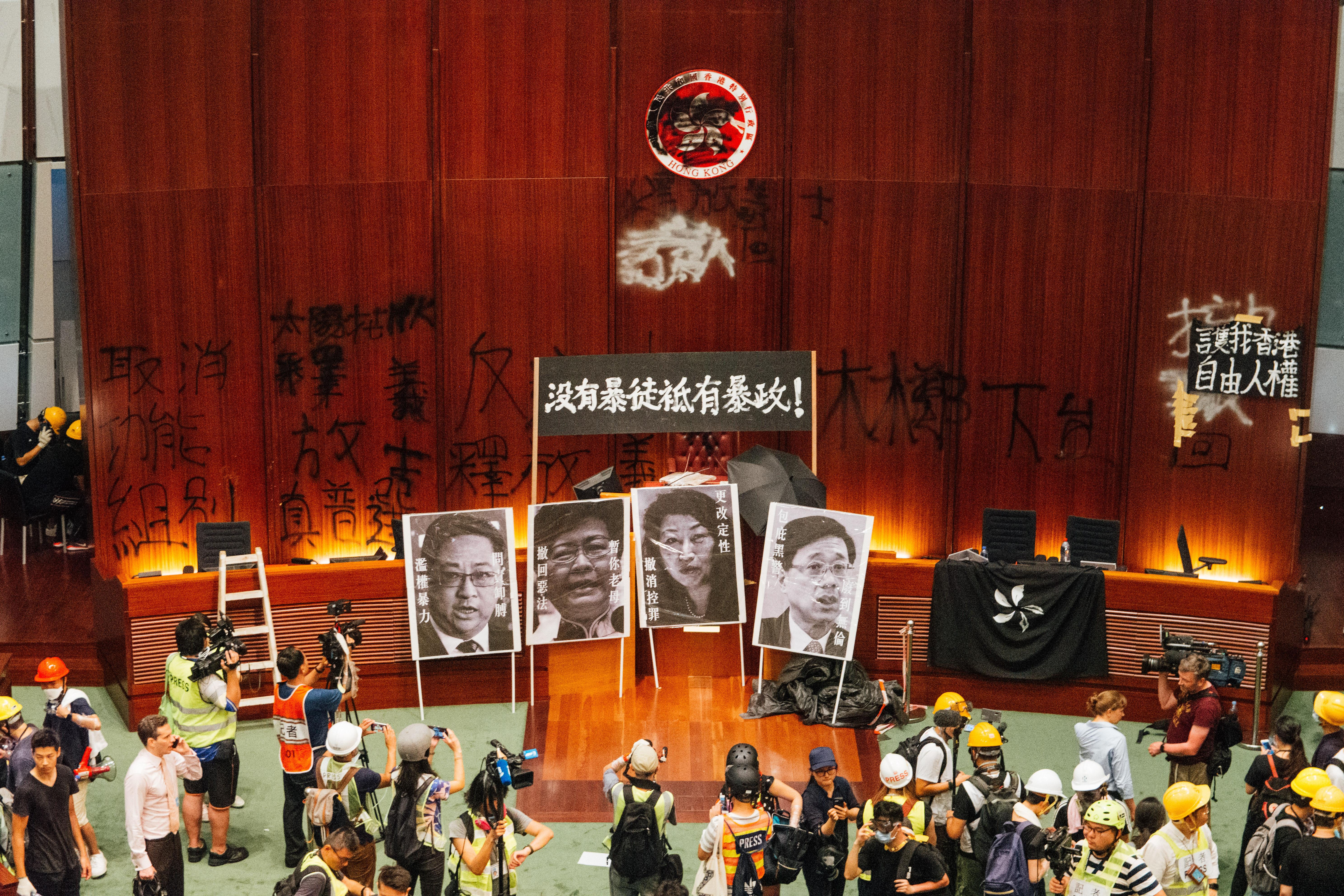
「沒有暴徒，袛有暴政」橫額

沒有暴徒，只有暴政（英語：There are no rioters, there's only tyranny），是香港社會運動和示威者抗爭的政治口號。

## 首次提出
2019年6月12日反對逃犯條例修訂草案佔領行動后，行政長官林鄭月娥和警務處稱當天的衝突為「暴動」，引發不滿。6月16日「譴責鎮壓，撤回惡法」大遊行中，示威人群中打出「沒有暴動，只有暴政」口号，要求政府收回暴动定性，此后逐渐演变成「沒有暴徒，只有暴政」。示威者於2019年香港七一衝突闖入及佔領立法會大樓期間，亦曾在會議廳主席台處掛起寫有「沒有暴徒，只有暴政」的橫額。

## 後續的示威活動
在後來的示威活動中，亦不時有人高叫「沒有暴徒，只有暴政」等口號，例如沙田新城市廣場「接放工」行動等示威活動。
有評論認為，錯的是不回應人民的香港政府。以香港行政長官林鄭月娥为首的官员迴避問題，逃避責任，甚至拒絕與議員談判，一意孤行與民為敵。只想以武力鎮壓人民的聲音，因此「沒有暴徒，只有暴政」這句說話放在香港非常成立。

## 爭議
《大公報》宣稱《苹果日报》记者直播示威活动时，集会者曾集体喊出“没有暴政，只有暴徒”的口号，但现场直播记者未提及錯誤使用，並以旁白糾正為“沒有暴徒，只有暴政”，並评论文聲称喊错口号的现象表明示威者的所谓“诉求”、“理念”是源於“集体无意识”下的「条件反射」，而“集体无意识”会引发巨大的暴力与破坏。
2019年8月9至11日（具體日期不明）的「萬人接機」集會中有人拍到一張集會人士的標語圖片，標語上寫「沒有暴政，只有暴徒」，並於同月14日被中國大陸媒體報導。觀察者網於報導此事的同時附上了一些反修例人士犯下的其他低級文字失誤，並引起網友嘲諷。